# Єфремкино (Кармаскалинський район)
Єфре́мкино (рос. Ефремкино, башк. Ефремкин) — село у складі Кармаскалинського району Башкортостану, Росія. Адміністративний центр Єфремкинської сільської ради.
Населення — 889 осіб (2010; 896 в 2002).
Національний склад:
- чуваші — 88 %

## Видатні уродженці
- Васильєв Григорій Семенович — Герой Радянського Союзу.